# Barbara Engelking
Pour les articles homonymes, voir Engelking.
Barbara Engelking, née le 22 avril 1962 à Varsovie, est une historienne de la Shoah et sociologue polonaise. Fondatrice et directrice du Centre polonais de recherche sur la Shoah à Varsovie, elle est l'autrice ou l'éditrice de plusieurs ouvrages sur la Shoah en Pologne.

## Biographie
Née à Varsovie, Barbara Engelking est la fille du mathématicien Ryszard Engelking. Elle obtient une maîtrise en psychologie à l'université de Varsovie en 1988 et un doctorat en sociologie de l'Académie polonaise des sciences pour une thèse intitulée The Experience of the Holocaust and its Consequences in Autobiographical Accounts (1993),.
Depuis 1993, Engelking est assistante puis professeure associée au Centre polonais de recherche sur la Shoah, à l'Institut de philosophie et de sociologie de l'Académie polonaise des sciences. Depuis 2014, elle préside le Conseil international d'Auschwitz (pl) en Pologne,. De novembre 2015 à avril 2016, elle est chercheuse invitée au United States Holocaust Memorial Museum Mandel Center à Washington.

## Travaux
Le livre d'Engelking The Varsovie Ghetto : A Guide to the Perished City (2009), écrit avec Jacek Leociak, fournit des cartes détaillées du ghetto afin que les lecteurs puissent localiser les rues et les anciennes structures communautaires.
Dans une critique du livre d'Engelking Such a Beautiful Sunny Day (2016), publié pour la première fois en polonais en 2012, Grzegorz Rossoliński-Liebe écrit qu'il remettait en question la tendance allemande à négliger la responsabilité des non-Allemands dans la Shoah, ainsi que la tendance polonaise à considérer les Polonais de la Pologne occupée par l'Allemagne comme des victimes,,.
En 2018, Engelking et Jan Grabowski coéditent Dalej jest noc: losy Żydów w wybranych powiatach okupowanej Polski (Nuit sans fin : Le sort des Juifs dans la Pologne occupée par l'Allemagne), une étude en deux volumes de 1 600 pages sur neuf comtés de Pologne occupés par l'Allemagne pendant la guerre.
En février 2021, un tribunal de Varsovie force Grabowski et Engelking à présenter des excuses pour leurs allégations concernant Edward Malinowski (le sołtys du village polonais de Malinowo), mais la décision est annulée par une cour d'appel en août 2021.

## Publications
- Holocaust and Memory: The Experience of the Holocaust and its Consequences. London: Leicester University Press (edited by Gunnar S. Paulsson), 2001  (ISBN 978-0718501594)
- avec Jacek Leociak. The Warsaw Ghetto: A Guide to the Perished City. New Haven: Yale University Press, 2009  (ISBN 978-0300112344)[5]
- avec Dariusz Libionka. Żydzi w powstanńczej Warszawie. Polish Center for Holocaust Research, 2009  (ISBN 978-8392683117)[12]
- Such a Beautiful Sunny Day: Jews Seeking Refuge in the Polish Countryside, 1942–1945, Jerusalem: Yad Vashem, 2016  (ISBN 978-9653085411)
- avec Jan Grabowski (eds.). Dalej jest noc|Dalej jest noc. Losy Żydów w wybranych powiatach okupowanej Polsk] [Night Continues: the Fates of Jews in Selected Counties of Occupied Poland], 2 volumes. Warsaw, 2018 Centrum Badań nad Zagładą Żydów [Center for Research into the Extermination of the Jews].  (ISBN 978-8363444648)  (ISBN 978-8363444587)[13]